# (251732) 1998 HG49
1998 إتش جي 49 (ويعرف أيضًا باسم (251732) 1998 إتش جي 49 وفق تسمية الكوكب الصغير) (بالإنجليزية: 1998 HG49)‏ هو كويكب ضمن حزام الكويكبات؛ وترتيبه 251732 من حيث الاكتشاف.
اكتُشف هذا الجُرم الفلكي بواسطة سبيس واتش في 27 أبريل 1998.

## وصلات خارجية
- (251732) 1998 HG49 في قاعدة بيانات مختبر الدفع النفاث لأجرام النظام الشمسي الصغيرة

- الاكتشاف · مخطط المدار ·  العناصر المدارية · المعلمات المادية

- (251732) 1998 HG49 على موقع ويكي سكاي: DSS2, SDSS, GALEX, IRAS, Hydrogen α, X-Ray, Astrophoto, Sky Map, Articles and images